# رون كريستشنسن
رون كريستشنسن (بالنرويجية: Rune Christiansen)‏ (10 أبريل 1963، برغن في النرويج)؛ كاتب، شاعر وروائي نرويجي.